# Гай Эгнаций
Гай Эгна́ций (лат. Gaius Egnatius; II—I вв. до н. э.) — древнеримский государственный и политический деятель из плебейского рода Эгнациев, занимавший в 90-е гг. I века до н. э. должность проконсула провинции Азия.

## Биография
О происхождении и гражданско-политической карьере Гая Эгнация в деталях ничего не известно. Его имя фигурирует лишь в одном документе, обнаруженном в Приене (Малая Азия). В сохранившемся фрагменте Эгнаций значится последним среди римских послов, направленных к Селевку Епифану Никатору, правившему Сирией в 96—95 годах до н. э. Текст документа содержит и звание Гая Эгнация — «проконсул» (др.-греч. πρὸς). Эту надпись крупный французский археолог Теофиль Омолль датировал промежутком между 96 и 94 годом до н. э., однако немецкие учёные считают более предпочтительным период до 96 года, поскольку в документе Селевк VI фигурирует всё ещё как наследный принц.
Помимо того, Конрад Цихориус предполагает наличие возможных родственных связей между проконсулом Азии и децемвиром по распределению земли в 91 году до н. э. Гаем Эгнацием, сыном Гая, Руфом.